# Kawasaki Advanced Safety Programme
KASP staat voor: Kawasaki Advanced Safety Programme.
In 2001 introduceerde het motorfietsmerk Kawasaki dit veiligheidsprogramma dat bestaat uit een antiblokkeersysteem, voorzieningen die bij een ongeluk de brandstoftoevoer afsluiten en “High Illumination Headlights”, koplampen met een zeer sterke lichtbundel. Ook omvat het programma controlelampjes die voor een te lage bandenspanning waarschuwen. 
Ook wel KASVP (Kawasaki Advanced Safety Vehicle Program) genoemd.